# Sputnik 1
Sputnik 1 (russisch Спутник für Weggefährte, Begleiter, Trabant (der Erde)) war der erste künstliche Erdsatellit, gestartet am 4. Oktober 1957. Die erste Beobachtung gelang am 8. Oktober in Rodewisch.
Sputnik 1 verglühte am 4. Januar 1958, 92 Tage nach dem Start, als er wieder in tiefere Schichten der Erdatmosphäre eintrat.
Satellitenstarts waren sowohl von der Sowjetunion als auch den USA anlässlich des Internationalen Geophysikalischen Jahres (IGY) 1957–58 angekündigt worden, doch rechnete die westliche Fachwelt erst Mitte 1958 mit der Fertigstellung der sowjetischen Entwicklungen und wurde durch den Start überrascht. Auch in der westlichen Öffentlichkeit löste der Start Besorgnisse aus; diese wurden mit dem Begriff Sputnikschock benannt.

## Entwicklung
US-Präsident Eisenhower hatte am 29. Juli 1955 die Entwicklung eines amerikanischen Erdsatelliten bekannt gegeben. Davon erhielt vier Tage später auf dem 6. Internationalen Astronautischen Kongress in Kopenhagen am 2. August 1955 Akademiemitglied Sedow Kenntnis, der noch am gleichen Tag auf einer Pressekonferenz in der dortigen sowjetischen Botschaft verkündete, dass mit der Verwirklichung des (sowjetischen) Satellitenprojektes in naher Zukunft gerechnet werden könne.
Der erfolgreiche Start am 4. Oktober 1957 um 19:28:34 GMT (5. Oktober Ortszeit) von der Startrampe 1 in Baikonur (Kasachische SSR) überraschte alle Welt. Die Trägerrakete war eine modifizierte militärische Interkontinentalrakete R-7. Der Raketen-Chefkonstrukteur der Sowjetunion, Sergei Pawlowitsch Koroljow, war maßgeblich daran beteiligt und koordinierte auch den kritischen Zeitplan (siehe weiter unten).
Die Leistungsfähigkeit sowjetischer Raketen war für Politiker und Militärs der westlichen Welt ein zusätzlicher Grund zur Sorge. Das politische Klima zwischen den Großmächten USA und UdSSR hatte sich in den Vorjahren verschlechtert (siehe Koreakrieg Juni 1950–Juli 1953, Wettrüsten, Kernwaffentests, August 1953: erste Wasserstoffbombe der UdSSR). Bis zum Ende des Kalten Krieges 1989 wurde massiv in Waffen investiert – Verteidigungswaffen, Angriffswaffen und Massenvernichtungswaffen.
Wie erst viel später im Westen bekannt wurde, sollte ursprünglich ein als Objekt D bezeichneter Forschungssatellit (später als Sputnik 3 bekannt geworden) mit umfangreicher wissenschaftlicher Ausrüstung und etwa 1300 Kilogramm Gewicht den Anfang machen. Dessen Entwicklung geht auf einen Bericht Über künstliche Erdsatelliten zurück, den Koroljow am 26. Mai 1954 beim damaligen Verteidigungsminister Dmitri Ustinow einreichte. Die eigentlichen Pläne stammen von einem Freund Koroljows, Michail Tichonrawow, der sich schon seit 1947 mit der Möglichkeit eines Erdsatelliten beschäftigt hatte und frühzeitig auch Koroljow dafür begeistern konnte. Zusammen mit Mstislaw Keldysch, Walentin Gluschko und Michail Lawrentjew schafften sie es, am 30. Januar 1956 die Genehmigung für den Bau des Satelliten zu erhalten. Dessen Entwicklung kam als rein ziviles Projekt jedoch nur schleppend voran, da er von einflussreichen Stellen in Regierung und Militär als unwichtig eingestuft wurde, auch wenn Nikita Chruschtschow sich dem Projekt bei einem Besuch im Februar 1956 im Versuchskonstruktionsbüro Nr. 1 (OKB-1) in Kaliningrad bei Moskau, wo Koroljow ihm ein Modell vorführte, nicht abgeneigt zeigte.
Entscheidend war auch, dass die zur Verfügung stehende Rakete zu diesem Zeitpunkt noch nicht leistungsfähig genug war, um einen Satelliten dieser Masse in den Weltraum zu tragen. Die Ankündigung von Eisenhower 1955 und der Start einer Jupiter-C am 20. September 1956 ließen Koroljow vermuten, dass die Amerikaner ihm zuvorkommen könnten. So schlug er kurzerhand den Bau zweier einfacher Satelliten (PS 1 und PS 2, prostoi sputnik = einfacher Satellit) als Übergangslösung vor, was von den zuständigen Stellen genehmigt wurde (wahrscheinlich wurde die Genehmigung zum Bau am 25. November 1956 und zum Start am 5. Januar 1957 erteilt). Nach nur wenigen Wochen Entwicklungs- und Bauzeit unter persönlicher Beaufsichtigung durch Koroljow wurden die Satelliten fertig. Der Start von PS 1 war für den 6. Oktober 1957 vorgesehen, wurde jedoch (wieder wegen Befürchtungen Koroljows, dass die Amerikaner ihm zuvorkommen könnten) um zwei Tage vorverlegt.

## Design und Technik
Dieser Sputnik – späteres Synonym für alle sowjetischen Satelliten, auch der Kosmos-Serie und anderer „Sputniks“ – wog 83,6 Kilogramm und damit fünfmal so viel wie der US-Explorer 1 vom 31. Januar 1958 und hatte die Gestalt einer Kugel mit 58 cm Durchmesser, nachdem ein Koroljow zunächst vorgelegter zylinderförmiger Entwurf vom Chefdesigner Chomjakow abgelehnt wurde – er forderte ein planetenähnliches Aussehen. Nach anderen Quellen forderte Koroljow selbst die Kugelform, obwohl Kollegen eine konische Form präferierten, die besser in die Raketenspitze gepasst hätte.
Die Kugel war sorgfältig poliert, vor allem, um eine Überhitzung durch die Sonnenstrahlung zu vermeiden, auch war sie so besser zu sehen – anhand der Vermessung der Bahn mit Teleskopen wollte man die Abstiegsgeschwindigkeit bestimmen und daraus Daten über die Dichte der Restatmosphäre in der Flughöhe des Satelliten gewinnen.
Die dicht verschraubten Halbkugeln der Kapsel bestanden aus zwei Millimeter starkem Blech aus einer Aluminiumlegierung, die vordere Hemisphäre trug außerhalb der Hermetikkapsel ein Blech zum Wärmeschutz, aus dem die zwei Antennenpaare (je 2,4 bzw. 2,9 Meter lang) herausragten. Die vier Antennenstäbe wurden nach Trennung vom Träger mit einem Federmechanismus ausgeschwenkt und nahmen ihren Winkel von 35° zur Achse ein. Gefordert waren Antennen, die unabhängig von der Rotation ein gleichbleibendes Signal liefern.
Der Satellit trug zwei Funksender vom Typ D 200. Sie sendeten mit einem Watt Leistung auf Kurzwelle bzw. Ultrakurzwelle auf den Frequenzen 20,005 und 40,002 MHz 21 Tage lang. Die Schaltung der Sender war lange Zeit unbekannt. In einem Artikel für das russische Magazin „Radio Nr. 4 2013“ beschreibt der Funkamateur Boris Stepanow, RU3AX den Aufbau des Senders basierend auf einem Report aus dem Jahre 1958. Die zweistufigen Sender verwenden jeweils drei Subminiaturröhren vom Typ 2П19Б (direkt geheizte HF-Pentode). Die erste Stufe ist ein Quarzoszillator, dessen Ausgangssignal eine Gegentakt-Endstufe ansteuert. Als Besonderheit ist erwähnenswert, dass die eigentlich für Parallelbetrieb vorgesehenen Heizfäden der Batterieröhren in Serie geschaltet waren. Für den Fall, dass eine Röhre durch einen Heizfadenbruch ausgefallen wäre, hätte sich der Sender so komplett abgeschaltet und der andere Sender hätte länger Energie aus der Batterie beziehen können.
Die beiden Sender wurden mit einem Relais alternierend aus- und eingeschaltet, die Umschaltfrequenz nahm aus unbekannten Gründen in den ersten Tagen im Orbit zu und betrug etwa 2 Hz. Es waren Thermoschalter und ein Druckschalter vorhanden, sie hatten Schaltpunkte bei >50 °C/<0 °C beziehungsweise <0,35 bar (die Kapsel war mit 1,3 bar Stickstoff gefüllt) und sollten, wenn sie ansprechen, die Sequenz der Sendeimpulse ändern. Anhand des so detektierbaren Druckabfalles hätten z. B. eventuelle Beschädigungen der Außenhülle durch Mikrometeorite festgestellt werden können. Die Schalter schalteten jedoch nicht – die Temperatur- und Druckwerte blieben im Normbereich.
Die als einzige Energieversorgung vorhandenen Silber-Zink-Akkumulatoren, eingesetzt als Heizbatterie 7,5 V/140 Ah und als Anodenbatterie 130 V/30 Ah mit Anzapfungen bei 90 V, 20 V und 10 V, waren für eine Funktionsdauer von 14 Tagen ausgelegt, wogen 50 kg und damit etwa 60 % der Gesamtmasse.
Das Wärmeregulationssystem DTK 34 bestand aus einem speziellen Ventilator und einem Temperaturschalter. Damit wurde die Innentemperatur zwischen 20 und 30 °C gehalten.
Es wurden mehrere Exemplare im OKB-1 in Kaliningrad bei Moskau gebaut.

## Umlaufbahn

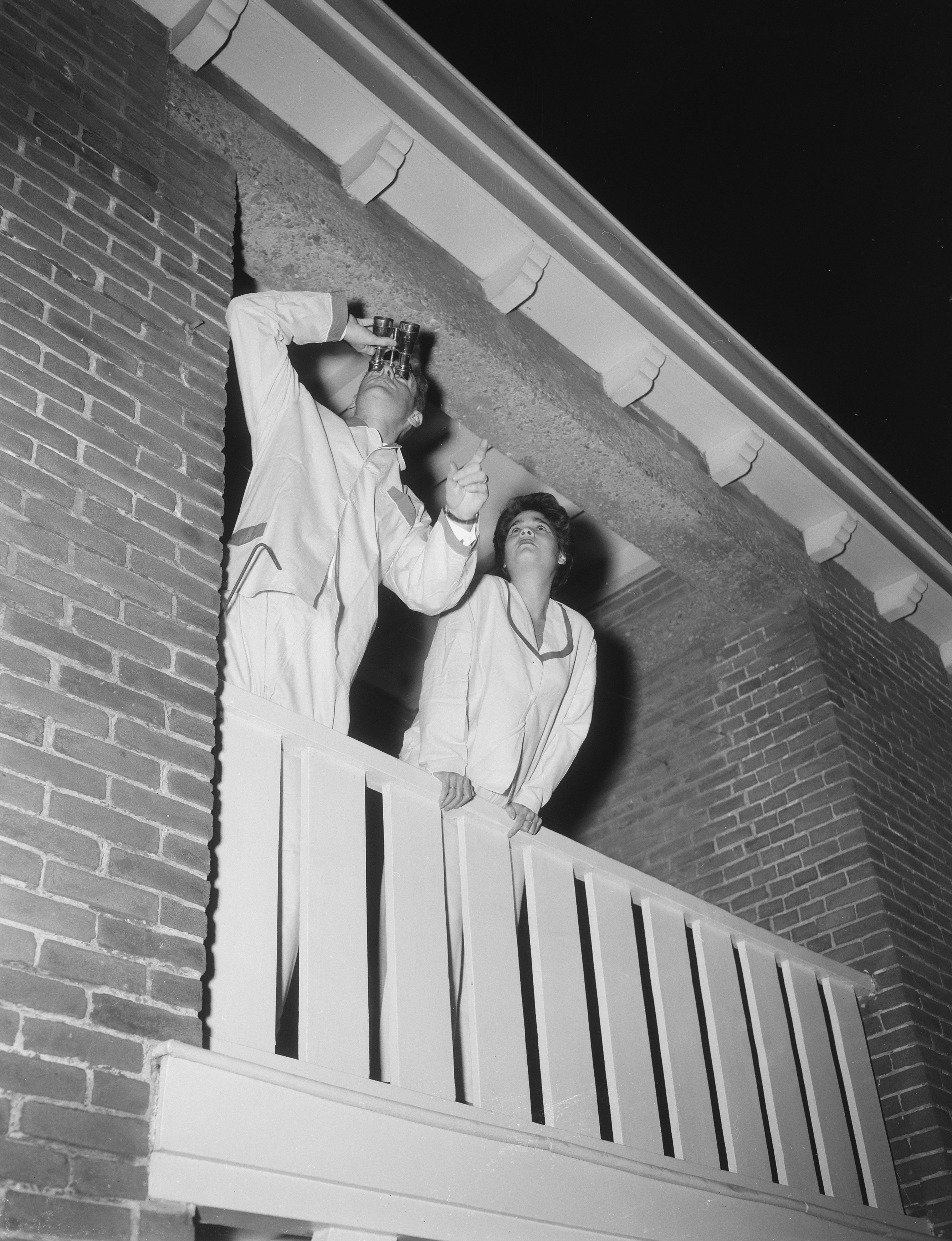
Beobachter in den Niederlanden verfolgen im Oktober 1957 den Überflug

Die Umlaufbahn von Sputnik 1 verlief anfänglich in einer um 65,1° gegen den Erdäquator geneigten Bahn mit einer Flughöhe zwischen 215 und 939 km (siehe Peri- und Apogäum) und einer Umlaufzeit von 96,2 min. Durch die bremsende Wirkung der Ionosphäre – deren Dichte und Obergrenze man bis dahin stark unterschätzt hatte – sank die Bewegungsenergie des Satelliten und damit seine Bahnhöhe kontinuierlich. Nach 92 Tagen trat Sputnik 1 in die dichteren Atmosphärenschichten ein und verglühte am 4. Januar 1958.
Die anfänglich stark elliptische Flugbahn und die Flughöhe hatten vor allem folgende Gründe:
1. Man beherrschte die Steuerungstechnik für Raketen noch nicht genau genug. Um die geplante Bahnhöhe mit auch nur 100 km Genauigkeit einzuhalten, darf die tatsächliche Endgeschwindigkeit der obersten Raketenstufe nicht mehr als einige Promille vom Sollwert abweichen.
2. Die Wissenschaftler wollten die äußerste Erdatmosphäre und geophysikalische Effekte nicht nur in einer Höhe erforschen, sondern in unterschiedlichen Bahnhöhen.
3. Da eine Treibstoffpumpe im Triebwerk des Trägers nicht mehr regelte und ca. 1 s vor Brennschluss versagte, blieb Sputnik 1 etwa 80 km unterhalb der geplanten Flughöhe.

Die große Bahnneigung von 65,1° erforderte einen größeren energetischen Aufwand als die Wahl der Bahnellipse: Bei einem Satellitenstart bekommt die Trägerrakete abhängig vom Breitengrad des Startplatzes einen Anteil an der Erdrotation mit – am Äquator immerhin 465 m/s oder 6 % der ersten kosmischen Geschwindigkeit (7,5 km/s). Diese Geschwindigkeit kann man sich nur bei einem Start in östlicher Richtung – der aus diesem Grund üblichen Startrichtung für Raumfahrzeuge – zunutze machen, um Treibstoff und damit Startmasse einzusparen.
Je weiter entfernt vom Äquator ein Start erfolgt, desto geringer wird die nutzbare Geschwindigkeit der Erdoberfläche. Hierin hatten die USA einen kleinen Vorteil gegenüber der Sowjetunion, nämlich die geringere geographische Breite der Standorte ihrer Abschussrampen.
Ein Vorteil größerer Bahnneigungen ist wiederum, dass ein Satellit so einen größeren Bereich der Erdoberfläche abdeckt als bei äquatornahen Bahnneigungen. Darüber hinaus wurde die große Apogäumshöhe von rund 1000 km über der Erde auch propagandistisch genutzt.

## Signal und Beobachtung

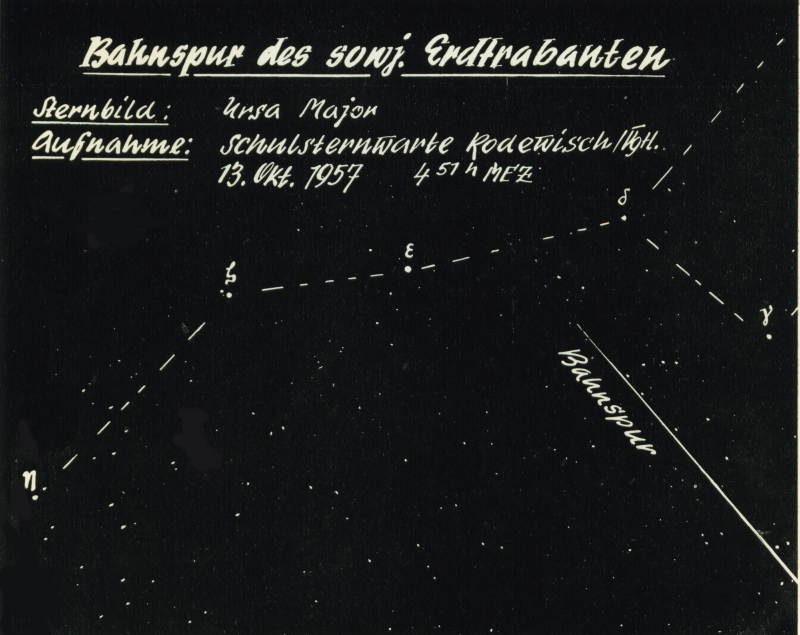
Erste Bahnspuraufnahme von Sputnik 1

Sputnik verfügte über einen Sender von 1 Watt Leistung, der abwechselnd auf 20,005 und 40,002 MHz kurze Signale sendete, die Aufschluss über Temperatur und Druck gaben. Da in der Meldung der sowjetischen TASS die Frequenzen standen konnten auf der ganzen Welt Funkamateuren und Forschungsstationen die Signale empfangen und widerlegten die bisherigen Annahmen über den Aufbau der Ionosphäre.
In Deutschland hörte die dpa als Erste die Signale des Satelliten. Am Samstag um 6:22 Uhr empfing sie ebenso der Bonner Astronom und Amateurfunker Peter Lengrüsser der Volkssternwarte Bonn. Noch am 5. Oktober zeichnete der WDR eine Sendung vor Ort auf, inklusive sehr klarer Sputnik-Piepser und Kommentaren von Lengrüsser und Wolfgang Priester. In der Nacht zum 7. Oktober 1957 gelang es Heinz Kaminski, dem Leiter der Sternwarte Bochum, die Signale des Sputnik 1 über dem Ruhrgebiet zu empfangen. Es hält sich die (lokale) Geschichte, dass er direkt nach dem Start als einziger oder als einer der ersten außerhalb des sowjetischen Territoriums die Signale empfangen habe.
Die erste bekannt gewordene Beobachtung des Fluges von Sputnik 1 in Zentraleuropa gelang am 8. Oktober 1957 4:55 Uhr MEZ an der Schulsternwarte Rodewisch in Sachsen. Man sah die Trägerrakete. Am 13. Oktober 1957 4:51 MEZ entstand dort auch die erste Aufnahme des Sputnik-1. Die DEFA produzierte über diese Ereignisse den dokumentarischen Kurzfilm „Die den Sputnik zuerst sahen“, der am 25. November 1960 in die Kinos kam.

## Weltweite Bewertung

### Der „Sputnikschock“
Die Tatsache des ersten Sputnik-Starts machte aller Welt klar, dass die Sowjetunion nun in der Lage war, mit ihren Raketen nicht nur den Weltraum zu erreichen, sondern auch jeden Punkt auf der Erde. Dies löste in Teilen der westlichen Welt ein Gefühl der Bedrohung aus, weil die sowjetischen Interkontinentalraketen jenen der USA offenbar überlegen waren.
Der amerikanische Präsident Dwight D. Eisenhower nutzte allerdings den Sputnikschock vor allem zu einem Erneuern des als ungerecht empfundenen amerikanischen Bildungssystems aus. Eine militärische Bedrohung nahm der republikanische Exgeneral nicht weiter ernst, was noch sein Wahlkampfgegner und Nachfolger John F. Kennedy ausnutzte, der eine angebliche Raketenlücke als Wahlkampfthema verwendete.
Die etwas andersartigen Reaktionen vieler Wissenschaftler fasste J. Allen Hynek vom Smithsonian Astrophysical Observatory (SAO) in folgenden Worten zusammen: “…a strange mixture of awe, admiration, and fear – the last enhanced, of course – because there had been no warning” (deutsch: „…eine seltsame Mischung aus Ehrfurcht, Bewunderung und Angst – letztere natürlich verstärkt – weil es keine Warnung gegeben hatte“). In den ersten Tagen erhielt das Observatorium hunderte Briefe und Telefonanrufe, denn manche rechneten sogar mit einer russischen Satelliten-Atombombe.

### Folgen

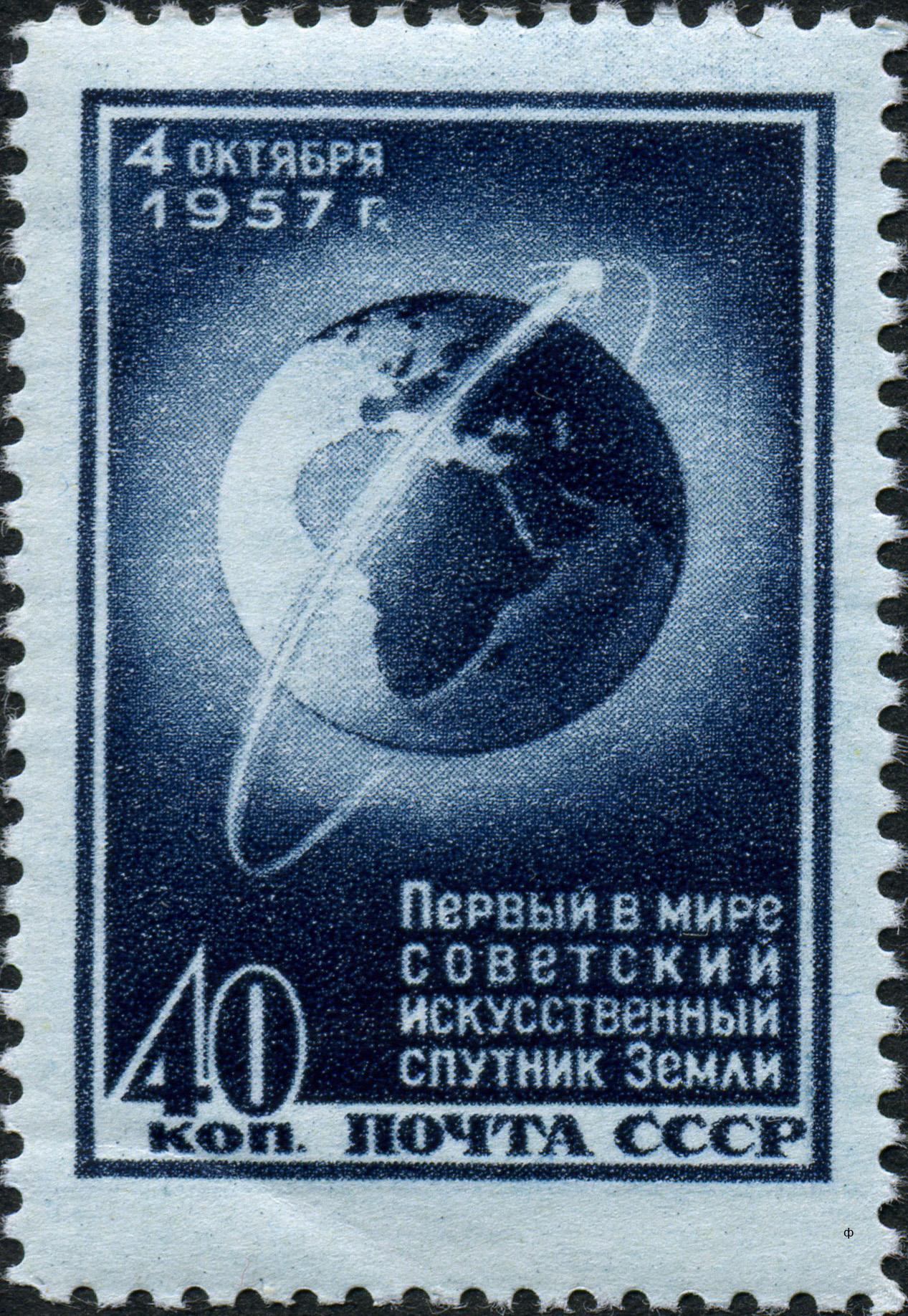
Sowjetische Briefmarke zeigt die erste Erdumkreisung durch Sputnik

Das Wort Sputnik gehört zu den hundert Wörtern, die für das zwanzigste Jahrhundert als besonders bezeichnend angesehen werden.
Für die technisch-fachliche Bildungspolitik hatte der Sputnikschock sehr positive Folgen: Er führte nicht nur in Industrie und Verwaltung zu Umstrukturierungen, sondern auch in vielen Schulen und Hochschulen zu Initiativen der Beobachtungs- und Weltraumtechnik und zur Gründung zahlreicher Vereine und Messprogramme für an Raumfahrt und Astronomie interessierte Laien.
In vielen Staaten – besonders in der damaligen Sowjetunion, in den USA und in der DDR – entstanden Studienprogramme und Schulfächer für Astronomie. In den USA entstand die Moonwatch-Organisation des Smithsonian Astrophysical Observatory zur genauen optischen Beobachtung von Erdsatelliten, an der bis 1975 etwa 200 Beobachterteams mitwirkten (zehn davon in der Bundesrepublik Deutschland und drei in Österreich). Ähnliche Gruppen entstanden in der Sowjetunion, Großbritannien und Japan.

### Trivia
In vielen Ländern entstanden Serien von Rundfunkprogrammen über Fragen des Weltraums – und natürlich Science-Fiction-Filme und -Bücher.
In Anlehnung an diesen die Erde umkreisenden Satelliten nannte der Ostberliner Volksmund die während der Teilung Deutschlands auf dem Berliner Außenring verkehrenden und Berlin (West) umfahrenden Nahverkehrszüge ebenfalls „Sputnik“, da die Züge die Westsektoren der Stadt wie auf einer Umlaufbahn umkreisten.
Die charakteristische Wortendung -nik fand im Westen als Pejorativsuffix weitere Verwendung in Worten wie Beatnik oder Peacenik.
Das MDR-Jugendradioprogramm – ehemals Jugendradio DT64 der DDR – trägt ebenso den Namen Sputnik. Der Name wurde gewählt, um die Stellung als damals einziges MDR-Satellitenradioprogramm zu unterstreichen.
Sputnik 1 ist auf der Flagge der russischen Großstadt Kaluga abgebildet.